# Moszny (Ukraina)
Moszny (ukr. Мошни) – wieś na Ukrainie, w obwodzie czerkaskim, w rejonie czerkaskim. W 2021 roku liczyła około 4500 mieszkańców.
Siedziba dawnej gminy Moszny w powiecie czerkaskim na Ukrainie.
W latach 1930–1950 wieś nosiła nazwę Dudnyćke.

## Zabytki
W miejscowości znajduje się zachowana część drewnianego szpitala, zbudowanego w 1909 roku, według projektu kijowskiego architekta Władysława Horodeckiego.